# Drejø Sogn
Drejø Sogn ist eine Kirchspielsgemeinde (dänisch Sogn) im Sydfynske Øhav (deutsch Südfünisches Inselmeer) südlich der Insel Fyn (deutsch Fünen) im südlichen Dänemark.
Bis 1970 gehörte sie zur Harde Sunds Herred im damaligen Svendborg Amt, danach zur Svendborg Kommune im
Fyns Amt, die im Zuge der  Kommunalreform zum 1. Januar 2007 in der „neuen“ Svendborg Kommune in der Region Syddanmark aufgegangen ist.

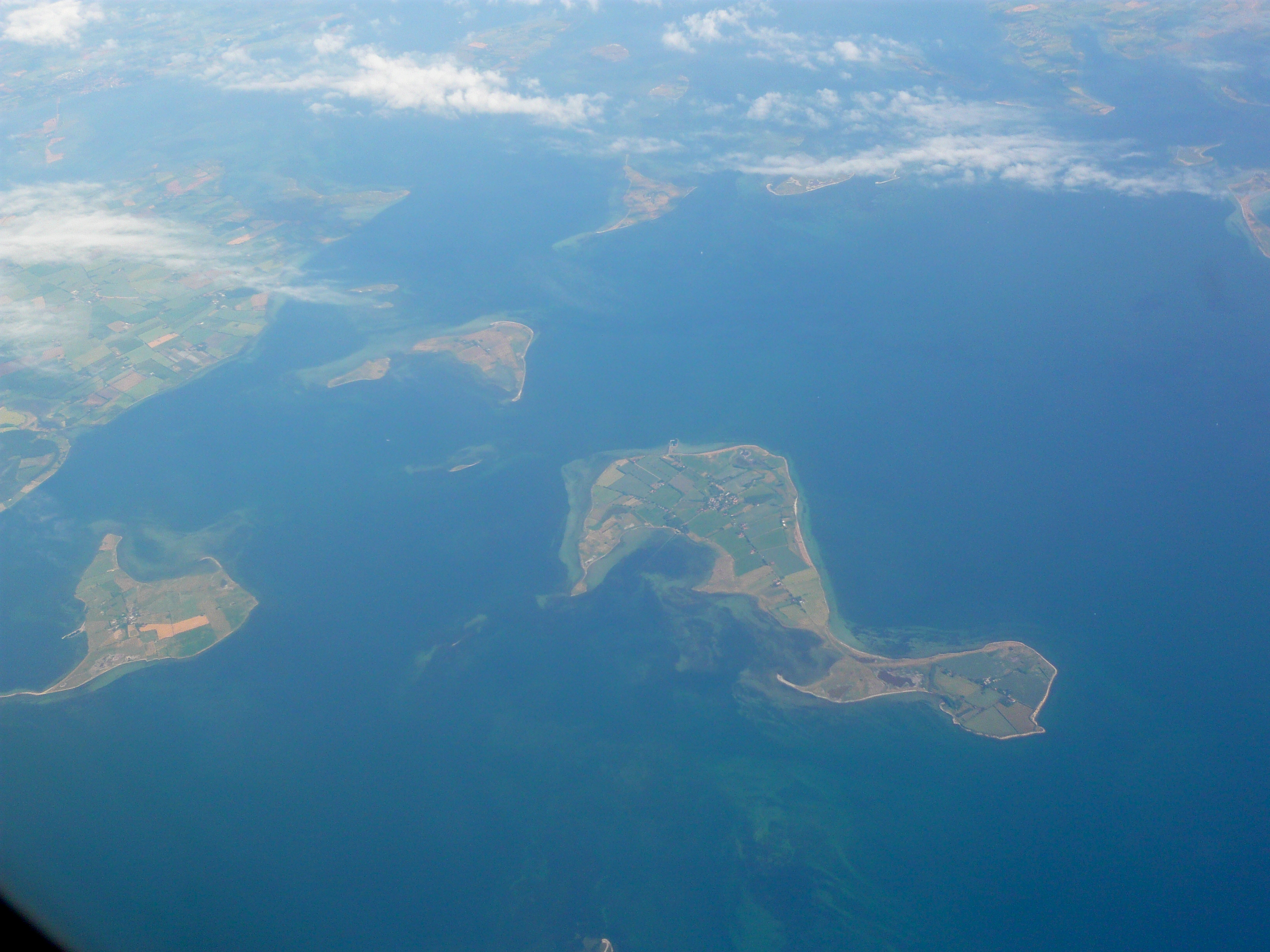
Die drei Inseln von Drejø Sogn

Im Kirchspiel leben 98 Einwohner. Die Gemeinde besteht aus den Inseln Drejø mit 65 Einwohnern, Hjortø mit 7 Einwohnern und Skarø mit 26 Einwohnern (Stand: 1. Januar 2023) sowie einigen kleinen unbewohnten Inseln.
Auf Skarø und Drejø befinden sich nach der jeweiligen Insel benannte Kirchen.